# کلند واتس
کلند واتس (انگلیسی: Kelland Watts؛ زادهٔ ۳ نوامبر ۱۹۹۹) بازیکن فوتبال اهل بریتانیا است.
از باشگاه‌هایی که در آن بازی کرده‌است می‌توان به باشگاه فوتبال استیونج اشاره کرد.
وی همچنین در تیم ملی فوتبال زیر ۱۹ سال انگلستان بازی کرده‌است.

## تیم ملی
واتس برای مسابقات قهرمانی زیر ۱۹ سال اروپا ۲۰۱۸ به تیم ملی فوتبال زیر ۱۹ سال انگلستان دعوت شد. او اولین بازی زیر ۱۹ سال خود را در انگلیس در پیروزی ۳–۲ مقابل تیم ملی فوتبال زیر ۱۹ سال ترکیه در ۱۷ ژوئیه ۲۰۱۸ انجام داد و در کل مسابقه بازی کرد.